# Prosciurillus topapuensis
Prosciurillus topapuensis es una especie de roedor de la familia Sciuridae.

## Distribución geográfica
Es endémica de las selvas del centro-oeste de Célebes (Indonesia). 

## Estado de conservación
Se encuentra amenazada de extinción por la pérdida de su hábitat natural.